# Barranc de Mascalvó
El Barranc de Mascalvó o Barranc de Mascalbó (segons l'IEC ha de ser Calvó) és un curs fluvial del terme de Reus a la comarca catalana del Baix Camp.
Es forma de la reunió del Barranc de Pedret amb el de l'Escorial, vora el Mas de les Monges. Des d'allí cap avall travessa la partida de Porpres i la de Mascalvó. Més avall, entra al terme de Vila-seca. També se'n diu Barranc de Porpres. Segons Amigó, antigament sempre portava aigua i durant tot l'any s'hi pescava alguna cosa.
Al barranc de Mascalvó també se'n diu, en la seva part final dins del terme de Reus, Barranc de Barenys, i pren aquest nom a l'entrar al terme municipal de Salou, fins que arriba al mar. Barenys havia estat un poble arran de mar, ara al terme de Salou, donat a poblar el 1155 per Bernat Tort a Ramon Ribas. Va desaparèixer el 1550, en un atac de l'arrais Dragut.